# Zoute snijbonen

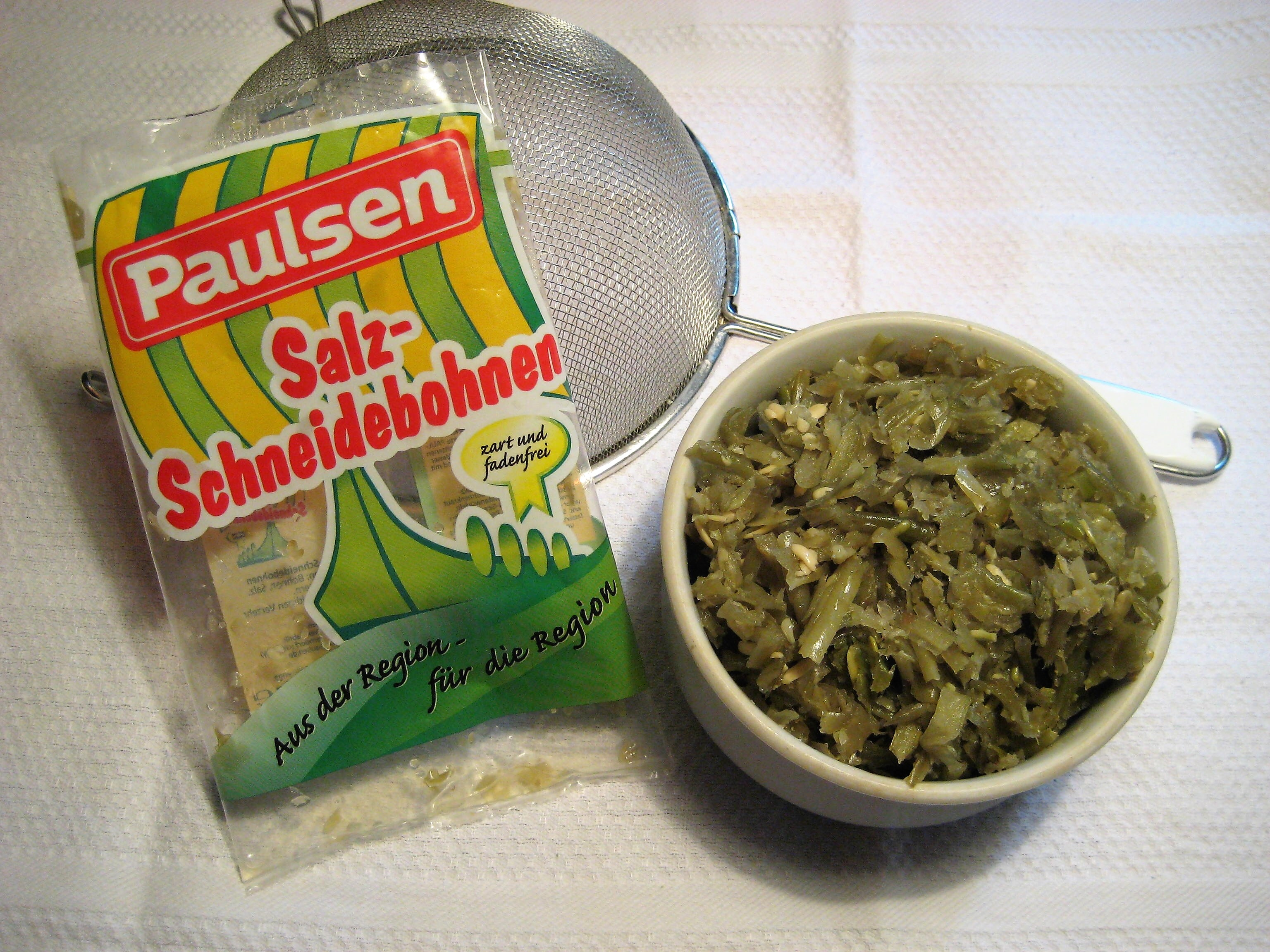
zoute snijbonen

Zoute snijbonen zijn lange platte bonen of sperziebonen, die in stukjes of reepjes worden gesneden en daarna worden ingemaakt met veel zout.
Voor het maken van snijbonen heeft men een snijmolen nodig. Om de snijbonen tot in de winter te kunnen bewaren worden de bonen traditioneel in een Keulse pot gedaan. Daarna gooit men een laagje rauwe bonen in de pot. Vervolgens strooit men daar een laagje zout op, dan weer een laagje bonen en weer een laagje zout, tot de pot vol is. Tegenwoordig worden snijbonen ook anders verwerkt.
Zo kon er in de winter ook "verse" bonen gegeten worden. De bonen moeten voor gebruik worden gewassen. In sommige streken van Nederland is het een traditie om op nieuwjaars dag stamppot snijbonen te eten.